# Bagrdan
Bagrdan (em cirílico: Багрдан) é uma vila da Sérvia localizada na cidade de Jagodina, pertencente ao distrito de Pomoravlje, na região de Šumadija, Belica. A sua população era de 767 habitantes segundo o censo de 2011.

## Demografia
| 1948 | 1953 | 1961 | 1971 | 1981 | 1991 | 2002 | 2011 |
| ---- | ---- | ---- | ---- | ---- | ---- | ---- | ---- |
| 1300 | 1284 | 1306 | 1230 | 1105 | 1025 | 890  | 767  |